# Anthomastus agaricus
Anthomastus agaricus is een zachte koraalsoort uit de familie Alcyoniidae. De koraalsoort komt uit het geslacht Anthomastus. Anthomastus agaricus werd in 1890 voor het eerst wetenschappelijk beschreven door Studer. 